# Ford Versailles
Ford Versailles war der Name zweier unterschiedlicher, vom US-amerikanischen Automobilkonzern Ford angebotener Pkw-Modelle.

## Frankreich
Nach der Übernahme der französischen Ford-Werke durch Simca im Jahr 1954 wurde der Ford Vedette als Simca Vedette bis 1957 weiterproduziert; auf den Exportmärkten trug der Wagen verschiedene Bezeichnungen, darunter auch Ford Versailles.

## Brasilien
Im Rahmen des Autolatina-Abkommens zwischen Ford und Volkswagen produzierte VW auch Varianten des dortigen Santana bzw. des Santana 2000 für Ford für den südamerikanischen Markt, die als Ford Versailles verkauft wurden.
Der Versailles wurde 1991 als Nachfolger des Ford Del Rey lanciert. Es ist ein leicht modifizierter Santana als zwei- und viertürige Limousine und als dreitüriger Kombi (unter der Bezeichnung Royale). 1995 und 1996 gab es den Royale auch mit fünf Türen. In Argentinien wurde der Versailles als Ford Galaxy verkauft und ersetzte dort den Sierra, ehe er selbst vom Mondeo ersetzt wurde.
Nach dem Ende der Autolatina lief die Fertigung des Versailles im Jahr 1996 aus.

## Technische Daten
| Ford Versailles            | 1.8                                                                            | 2.0                                                                            |
| -------------------------- | ------------------------------------------------------------------------------ | ------------------------------------------------------------------------------ |
| Motor:                     | 4-Zylinder-Reihenmotor (Viertakt), vorne längs                                 | 4-Zylinder-Reihenmotor (Viertakt), vorne längs                                 |
| Hubraum:                   | 1781 cm³                                                                       | 1984 cm³                                                                       |
| Bohrung × Hub:             | 81 × 86,4 mm                                                                   | 82,5 × 92,8 mm                                                                 |
| Leistung bei 1/min:        | 68–71 kW (93–97 PS) bei 5500                                                   | 82–87 kW (111–118 PS) bei 5600                                                 |
| Max. Drehmoment bei 1/min: | 144–151 Nm bei 3500                                                            | 170–174 Nm bei 3400                                                            |
| Verdichtung:               | 8,5–12,3:1                                                                     | 9,0–12,5:1                                                                     |
| Gemischaufbereitung:       | Elektronische Einspritzung                                                     | Elektronische Einspritzung                                                     |
| Ventilsteuerung:           | OHC, Antrieb über Zahnriemen                                                   | OHC, Antrieb über Zahnriemen                                                   |
| Kühlung:                   | Wasserkühlung                                                                  | Wasserkühlung                                                                  |
| Getriebe:                  | 5-Gang-Getriebe für 2.0 a.W. Dreigangautomatik Frontantrieb                    | 5-Gang-Getriebe für 2.0 a.W. Dreigangautomatik Frontantrieb                    |
| Radaufhängung vorn:        | MacPherson-Federbeine, Dreiecksquerlenker                                      | MacPherson-Federbeine, Dreiecksquerlenker                                      |
| Radaufhängung hinten:      | Verbundlenkerachse mit Längsschwingen, Teleskopstoßdämpfer mit Schraubenfedern | Verbundlenkerachse mit Längsschwingen, Teleskopstoßdämpfer mit Schraubenfedern |
| Bremsen:                   | Scheibenbremsen vorne (Durchmesser 24 cm), Trommeln hinten, Servo              | Scheibenbremsen vorne (Durchmesser 24 cm), Trommeln hinten, Servo              |
| Lenkung:                   | Zahnstangenlenkung, Servo                                                      | Zahnstangenlenkung, Servo                                                      |
| Karosserie:                | Stahlblech, selbsttragend                                                      | Stahlblech, selbsttragend                                                      |
| Spurweite vorn/hinten:     | 1415/1420 mm                                                                   | 1415/1420 mm                                                                   |
| Radstand:                  | 2550 mm                                                                        | 2550 mm                                                                        |
| Abmessungen:               | 4560 × 1700 × 1400 mm                                                          | 4560 × 1700 × 1400 mm                                                          |
| Leergewicht:               | 1070–1110 kg                                                                   | 1100–1155 kg                                                                   |
| Höchstgeschwindigkeit:     | 175–179 km/h                                                                   | 179–190 km/h                                                                   |
| 0–100 km/h:                | 11,2–11,9 s                                                                    | 10,3–12,7 s                                                                    |
| Verbrauch (L/100 km):      | zirka 7–9 S/Alk.                                                               | zirka 6,2–10,0 S/Alk.                                                          |